# 1. NL 2024./25.
Prva nogometna liga (1. NL; Prva NL, sponzorskog naziva SuperSport Prva nogometna liga, odnosno SuperSport Prva NL) predstavlja drugi sustav nogometne lige u Hrvatskoj u sezoni 2024./25.
Prvak u sezoni 2024./25. s 72 bodova bila je HNK Vukovar 1991.

## Sustav natjecanja
Dvanaest klubova igralo je trokružnim ligaškim sustavom (33 kola).

## Momčadi
| Klub                        | Sjedište    | Stadion                      | Trener              | Sezona 2023./24. |
| --------------------------- | ----------- | ---------------------------- | ------------------- | ---------------- |
| NK Rudeš Zagreb             | Zagreb      | ŠC Rudeš                     | Stipe Čondrić       | 10. (HNL)        |
| NK Zrinski Osječko 1664     | Osijek      | Stadion Gradski vrt          | Jure Petrović       | 2.               |
| HNK Vukovar 1991            | Vukovar     | Stadion Borovo Naselje       | Gordon Schildenfeld | 3.               |
| NK Sesvete                  | Zagreb      | Stadion sv. Josip Radnik     | Marko Stepanić      | 4.               |
| NK Jarun Zagreb             | Zagreb      | Stadion NK Jarun             | Jerko Leko          | 5.               |
| NK Dubrava Tim Kabel Zagreb | Zagreb      | NŠC Stjepan Spajić           | Davor Mladina       | 6.               |
| NK Dugopolje                | Dugopolje   | Stadion Hrvatski vitezovi    | Miroslav Bojko      | 7.               |
| NK Cibalia Vinkovci         | Vinkovci    | Stadion HNK Cibalia Vinkovci | Ivan Karaula        | 8.               |
| NK Croatia Zmijavci         | Zmijavci    | ŠRC Marijan Šuto "Mrma"      | Ivan Radeljić       | 9.               |
| NK BSK Bijelo Brdo          | Bijelo Brdo | Igralište BSK                | Igor Budiša         | 10.              |
| HNK Orijent 1919            | Rijeka      | Krimeja                      | Alen Šušnić         | 11.              |
| NK Opatija                  | Opatija     | Stadion NK Opatija           | Zoran Bogolin       | 1. (2. NL)       |

## Ljestvica
| Poz. | Momčad                   | U  | P  | N  | I  | G+ | G– | G+/– | Bod. | Nastavak natjecanja ili ispadanje  |
| ---- | ------------------------ | -- | -- | -- | -- | -- | -- | ---- | ---- | ---------------------------------- |
| 1.   | Vukovar 1991 (P)         | 33 | 21 | 9  | 3  | 55 | 14 | +41  | 72   | HNL                                |
| 2.   | Opatija                  | 33 | 19 | 11 | 3  | 48 | 20 | +28  | 68   |                                    |
| 3.   | Orijent 1919             | 33 | 14 | 14 | 5  | 46 | 31 | +15  | 56   |                                    |
| 4.   | Sesvete                  | 33 | 14 | 7  | 12 | 36 | 32 | +4   | 49   |                                    |
| 5.   | Cibalia                  | 33 | 12 | 10 | 11 | 47 | 39 | +8   | 46   |                                    |
| 6.   | Dubrava TK               | 33 | 14 | 4  | 15 | 35 | 36 | −1   | 46   |                                    |
| 7.   | BSK Bijelo Brdo          | 33 | 13 | 7  | 13 | 40 | 42 | −2   | 46   |                                    |
| 8.   | Croatia Zmijavci         | 33 | 10 | 10 | 13 | 33 | 43 | −10  | 40   |                                    |
| 9.   | Rudeš                    | 33 | 10 | 9  | 14 | 31 | 33 | −2   | 39   |                                    |
| 10.  | Jarun                    | 33 | 9  | 10 | 14 | 33 | 39 | −6   | 37   |                                    |
| 11.  | Dugopolje                | 33 | 6  | 13 | 14 | 33 | 52 | −19  | 31   | Doigravanje za 2. NL               |
| 12.  | Zrinski Osječko 1664 (R) | 33 | 1  | 6  | 26 | 15 | 71 | −56  | 6    | 3. ŽNL Osječko-baranjska NS Đakovo |

1. ↑  3 boda oduzeta od saveza.

## Rezultati
posljednje ažuriranje: kraj prvenstva
| 1. kolo                    | 1. kolo |
| -------------------------- | ------- |
| 16. kolovoza 2024.         |         |
| Sesvete – Vukovar 1991     | 0:1     |
| Dubrava TK – Opatija       | 2:1     |
| 17. kolovoza 2024.         |         |
| Orijent – Croatia Zmijavci | 0:0     |
| Cibalia – Rudeš            | 2:0     |
| 18. kolovoza 2024.         |         |
| Zrinski Osječko – Jarun    | 0:2     |
| BSK – Dugopolje            | 1:1     |

| 2. kolo                        | 2. kolo |
| ------------------------------ | ------- |
| 23. kolovoza 2024.             |         |
| Orijent – Sesvete              | 0:1     |
| 24. kolovoza 2024.             |         |
| Vukovar 1991 – Zrinski Osječko | 3:0     |
| BSK – Cibalia                  | 0:4     |
| 25. kolovoza 2024.             |         |
| Rudeš – Dubrava TK             | 1:2     |
| Croatia Zmijavci – Opatija     | 0:0     |
| Jarun – Dugopolje              | 2:2     |

| 3. kolo                    | 3. kolo |
| -------------------------- | ------- |
| 30. kolovoza 2024.         |         |
| Sesvete – Croatia Zmijavci | 3:2     |
| Opatija – Rudeš            | 1:0     |
| 31. kolovoza 2024.         |         |
| Dubrava TK – BSK           | 3:0     |
| Dugopolje – Vukovar 1991   | 0:1     |
| Cibalia – Jarun            | 1:1     |
| 1. rujna 2024.             |         |
| Zrinski Osječko – Orijent  | 2:0     |

| 4. kolo                   | 4. kolo |
| ------------------------- | ------- |
| 6. rujna 2024.            |         |
| Sesvete – Zrinski Osječko | 1:0     |
| 7. rujna 2024.            |         |
| Rudeš – Croatia Zmijavci  | 2:1     |
| BSK – Opatija             | 0:2     |
| Jarun – Dubrava TK        | 3:1     |
| Orijent – Dugopolje       | 2:0     |
| 9. rujna 2024.            |         |
| Vukovar 1991 – Cibalia    | 2:0     |

| 5. kolo                       | 5. kolo |
| ----------------------------- | ------- |
| 13. rujna 2024.               |         |
| Dubrava TK – Vukovar 1991     | 1:2     |
| Opatija – Jarun               | 2:1     |
| 14. rujna 2024.               |         |
| Zrinski O. – Croatia Zmijavci | 0:1     |
| Dugopolje – Sesvete           | 0:0     |
| Cibalia – Orijent             | 1:1     |
| 15. rujna 2024.               |         |
| Rudeš – BSK                   | 1:0     |

| 6. kolo                     | 6. kolo |
| --------------------------- | ------- |
| 17. rujna 2024.             |         |
| Vukovar 1991 – Opatija      | 1:1     |
| 18. rujna 2024.             |         |
| BSK – Croatia Zmijavci      | 2:2     |
| Orijent – Dubrava TK        | 2:0     |
| Sesvete – Cibalia           | 2:1     |
| Zrinski Osječko – Dugopolje | 0:2     |
| 19. rujna 2024.             |         |
| Jarun – Rudeš               | 1:2     |

| 7. kolo                       | 7. kolo |
| ----------------------------- | ------- |
| 21. rujna 2024.               |         |
| Dubrava TK – Sesvete          | 0:0     |
| Cibalia – Zrinski O.          | 5:0     |
| Opatija – Orijent             | 2:0     |
| 22. rujna 2024.               |         |
| BSK – Jarun                   | 0:2     |
| 23. rujna 2024.               |         |
| Rudeš – Vukovar 1991          | 0:1     |
| odgođeno: 16. listopada 2024. |         |
| Dugopolje – Croatia Z.        | 0:0     |

| 8. kolo                       | 8. kolo |
| ----------------------------- | ------- |
| 27. rujna 2024.               |         |
| Sesvete – Opatija             | 1:1     |
| 28. rujna 2024.               |         |
| Orijent – Rudeš               | 1:1     |
| Zrinski O. – Dubrava TK       | 0:1     |
| Dugopolje – Cibalia           | 1:1     |
| 29. rujna 2024.               |         |
| Croatia Zmijavci – Jarun      | 1:0     |
| odgođeno: 16. listopada 2024. |         |
| Vukovar 1991 – BSK            | 1:1     |

| 9. kolo                    | 9. kolo |
| -------------------------- | ------- |
| 4. listopada 2024.         |         |
| Opatija – Zrinski Osječko  | 2:1     |
| 5. listopada 2024.         |         |
| Rudeš – Sesvete            | 2:0     |
| Cibalia – Croatia Zmijavci | 3:3     |
| Dubrava TK – Dugopolje     | 2:0     |
| BSK – Orijent              | 0:0     |
| 6. listopada 2024.         |         |
| Jarun – Vukovar 1991       | 1:1     |

| 10. kolo                  | 10. kolo |
| ------------------------- | -------- |
| 11. listopada 2024.       |          |
| Sesvete – BSK             | 1:3      |
| Zrinski Osječko – Rudeš   | 1:1      |
| Dugopolje – Opatija       | 2:2      |
| Cibalia – Dubrava TK      | 1:2      |
| 12. listopada 2024.       |          |
| Orijent – Jarun           | 1:1      |
| 13. listopada 2024.       |          |
| Croatia Z. – Vukovar 1991 | 1:0      |

| 11. kolo                | 11. kolo |
| ----------------------- | -------- |
| 18. listopada 2024.     |          |
| Opatija – Cibalia       | 1:1      |
| 19. listopada 2024.     |          |
| Rudeš – Dugopolje       | 1:2      |
| Dubrava TK – Croatia Z. | 0:1      |
| BSK – Zrinski Osječko   | 1:0      |
| Jarun – Sesvete         | 1:2      |
| 20. listopada 2024.     |          |
| Vukovar 1991 – Orijent  | 0:1      |

| 12. kolo                   | 12. kolo |
| -------------------------- | -------- |
| 25. listopada 2024.        |          |
| Opatija – Dubrava TK       | 0:0      |
| 26. listopada 2024.        |          |
| Rudeš – Cibalia            | 1:0      |
| Dugopolje – BSK            | 1:1      |
| Vukovar 1991 – Sesvete     | 1:0      |
| 27. listopada 2024.        |          |
| Jarun – Zrinski Osječko    | 2:1      |
| Croatia Zmijavci – Orijent | 1:1      |

| 13. kolo                   | 13. kolo |
| -------------------------- | -------- |
| 1. studenog 2024.          |          |
| Opatija – Croatia Zmijavci | 2:1      |
| Sesvete – Orijent          | 3:3      |
| 2. studenog 2024.          |          |
| Zrinski O. – Vukovar 1991  | 1:3      |
| Cibalia – BSK              | 1:0      |
| Dugopolje – Jarun          | 0:0      |
| 3. studenog 2024.          |          |
| Dubrava TK – Rudeš         | 1:0      |

| 14. kolo                  | 14. kolo |
| ------------------------- | -------- |
| 8. studenog 2024.         |          |
| Jarun – Cibalia           | 1:2      |
| 9. studenog 2024.         |          |
| Orijent – Zrinski Osječko | 2:2      |
| Vukovar 1991 – Dugopolje  | 5:0      |
| BSK – Dubrava TK          | 1:1      |
| Rudeš – Opatija           | 1:2      |
| 10. studenog 2024.        |          |
| Croatia Z. – Sesvete      | 0:4      |

| 15. kolo                  | 15. kolo |
| ------------------------- | -------- |
| 15. studenog 2024.        |          |
| Dubrava TK – Jarun        | 1:0      |
| Opatija – BSK             | 5:0      |
| 16. studenog 2024.        |          |
| Cibalia – Vukovar 1991    | 1:0      |
| Dugopolje – Orijent       | 1:1      |
| Zrinski Osječko – Sesvete | 0:0      |
| 17. studenog 2024.        |          |
| Croatia Zmijavci – Rudeš  | 0:0      |

| 16. kolo                     | 16. kolo |
| ---------------------------- | -------- |
| 22. studenog 2024.           |          |
| Sesvete – Dugopolje          | 3:1      |
| 23. studenog 2024.           |          |
| Orijent – Cibalia            | 2:1      |
| BSK – Rudeš                  | 1:0      |
| 24. studenog 2024.           |          |
| Jarun – Opatija              | 0:1      |
| Croatia Z. – Zrinski Osječko | 2.2      |
| 25. studenog 2024.           |          |
| Vukovar 1991 – Dubrava TK    | 1:0      |

| 17. kolo                    | 17. kolo |
| --------------------------- | -------- |
| 29. studenog 2024.          |          |
| Opatija – Vukovar 1991      | 0:0      |
| 30. studenog 2024.          |          |
| Dugopolje – Zrinski Osječko | 3:3      |
| Croatia Zmijavci – BSK      | 0:1      |
| Dubrava TK – Orijent        | 0:3      |
| Cibalia – Sesvete           | 0:0      |
| 1. prosinca 2024.           |          |
| Rudeš – Jarun               | 1:1      |

| 18. kolo                     | 18. kolo |
| ---------------------------- | -------- |
| 14. veljače 2025.            |          |
| Sesvete – Dubrava TK         | 3:0      |
| 15. veljače 2025.            |          |
| Orijent – Opatija            | 0:0      |
| Jarun – BSK                  | 0:1      |
| 16. veljače 2025.            |          |
| Croatia Zmijavci – Dugopolje | 1:0      |
| 18. veljače 2025.            |          |
| Zrinski Osječko – Cibalia    | 1:3      |
| 19. veljače 2025.            |          |
| Vukovar 1991 – Rudeš         | 1:1      |

| 19. kolo                 | 19. kolo |
| ------------------------ | -------- |
| 21. veljače 2025.        |          |
| Opatija – Sesvete        | 0:0      |
| 22. veljače 2025.        |          |
| Jarun – Croatia Zmijavci | 1:1      |
| Rudeš – Orijent          | 2:0      |
| Dubrava TK – Zrinski O.  | 1:0      |
| Cibalia – Dugopolje      | 2:1      |
| 23. veljače 2025.        |          |
| BSK – Vukovar 1991       | 1:1      |

| 20. kolo                   | 20. kolo |
| -------------------------- | -------- |
| 28. veljače 2025.          |          |
| Sesvete – Rudeš            | 1:0      |
| 1. ožujka 2025.            |          |
| Vukovar 1991 – Jarun       | 0:0      |
| Zrinski Osječko – Opatija  | 0:0      |
| Orijent – BSK              | 3:2      |
| 2. ožujka 2025.            |          |
| Dugopolje – Dubrava TK     | 2:0      |
| 3. ožujka 2025.            |          |
| Croatia Zmijavci – Cibalia | 2:1      |

| 21. kolo                  | 21. kolo |
| ------------------------- | -------- |
| 7. ožujka 2025.           |          |
| Opatija – Dugopolje       | 2:0      |
| 8. ožujka 2025.           |          |
| Jarun – Orijent           | 1:2      |
| Vukovar 1991 – Croatia Z. | 4:0      |
| BSK – Sesvete             | 1:2      |
| Dubrava TK – Cibalia      | 1:0      |
| 9. ožujka 2025.           |          |
| Rudeš – Zrinski Osječko   | 1:0      |

| 22. kolo                | 22. kolo |
| ----------------------- | -------- |
| 14. ožujka 2025.        |          |
| Sesvete – Jarun         | 0:1      |
| 15. ožujka 2025.        |          |
| Orijent – Vukovar 1991  | 0:1      |
| Cibalia – Opatija       | 0:1      |
| Dugopolje – Rudeš       | 2:3      |
| Zrinski Osječko – BSK   | 0:1      |
| 16. ožujka 2025.        |          |
| Croatia Z. – Dubrava TM | 3:1      |

| 23. kolo                  | 23. kolo |
| ------------------------- | -------- |
| 21. ožujka 2025.          |          |
| Sesvete – BSK             | 0:1      |
| 22. ožujka 2025.          |          |
| Vukovar 1991 – Croatia Z. | 2:0      |
| Dubrava – Jarun           | 0:1      |
| Cibalia – Zrinski Osječko | 1:0      |
| 23. ožujka 2025.          |          |
| Orijent – Dugopolje       | 1:1      |
| 26. ožujka 2025.          |          |
| Opatija – Rudeš           | 1:1      |

| 24. kolo             | 24. kolo |
| -------------------- | -------- |
| 28. ožujka 2025.     |          |
| Jarun – Sesvete      | 0:2      |
| 29. ožujka 2025.     |          |
| Rudeš – Vukovar 1991 | 0:1      |
| BSK – Opatija        | 0:1      |
| Dugopolje – Dubrava  | 2:1      |
| Zrinski O. – Orijent | 1:3      |
| 30. ožujka 2025.     |          |
| Cibalia – Croatia Z. | 0:0      |

| 25. kolo                 | 25. kolo |
| ------------------------ | -------- |
| 4. travnja 2025.         |          |
| Opatija – Jarun          | 2:1      |
| Sesvete – Dugopolje      | 1:0      |
| 5. travnja 2025.         |          |
| Dubrava – Zrinski O.     | 5:0      |
| Vukovar – BSK            | 2:0      |
| 6. travnja 2025.         |          |
| Orijent – Cibalia        | 2:2      |
| Croatia Zmijavci – Rudeš | 0:4      |

| 26. kolo                | 26. kolo |
| ----------------------- | -------- |
| 11. travnja 2025.       |          |
| Jarun – Vukovar 1991    | 0:0      |
| 12. travnja 2025.       |          |
| Dugopolje – Opatija     | 1:4      |
| Cibalia – Dubrava       | 1:2      |
| Orijent – Croatia Z.    | 2:0      |
| Zrinski O. – Sesvete    | 0:1      |
| 13. travnja 2025.       |          |
| BSK Bijelo Brdo – Rudeš | 2:0      |

| 27. kolo                  | 27. kolo |
| ------------------------- | -------- |
| 17. travnja 2025.         |          |
| Sesvete – Cibalia         | 1:2      |
| 18. travnja 2025.         |          |
| Vukovar 1991 – Dugopolje  | 3:0      |
| 19. travnja 2025.         |          |
| Dubrava – Orijent         | 0:1      |
| Croatia Z. – BSK          | 1:3      |
| Rudeš – Jarun             | 0:2      |
| otkazana utakmica         |          |
| Opatija – Zrinski Osječko | 3:0      |

| 28. kolo                   | 28. kolo |
| -------------------------- | -------- |
| 25. travnja 2025.          |          |
| Zrinski O. – Vukovar 1991  | 0:6      |
| 26. travnja 2025.          |          |
| Cibalia – Opatija          | 0:2      |
| Dubrava – Croatia Zmijavci | 1:0      |
| Dugopolje – Rudeš          | 0:0      |
| Jarun – BSK Bijelo Brdo    | 0:5      |
| 27. travnja 2025.          |          |
| Orijent – Sesvete          | 2:0      |

| 29. kolo                | 29. kolo |
| ----------------------- | -------- |
| 1. svibnja 2025.        |          |
| Sesvete – Dubrava       | 1:3      |
| 2. svibnja 2025.        |          |
| Opatija – Orijent       | 2:3      |
| 3. svibnja 2025.        |          |
| Vukovar 1991 – Cibalia  | 4:2      |
| 4. svibnja 2025.        |          |
| BSK – Dugopolje         | 3:1      |
| Croatia Z. – Jarun      | 0:1      |
| otkazana utakmica       |          |
| Rudeš – Zrinski Osječko | 3:0      |

| 30. kolo               | 30. kolo |
| ---------------------- | -------- |
| 9. svibnja 2025.       |          |
| Sesvete – Croatia Z.   | 0:1      |
| Cibalia – Rudeš        | 3:1      |
| 10. svibnja 2025.      |          |
| Orijent – Vukovar 1991 | 1:1      |
| Dugopolje – Jarun      | 2:1      |
| 11. svibnja 2025.      |          |
| Dubrava – Opatija      | 1:2      |
| otkazana utakmica      |          |
| Zrinski O. – BSK       | 0:3      |

| 31. kolo               | 31. kolo |
| ---------------------- | -------- |
| 16. svibnja 2025.      |          |
| Opatija – Sesvete      | 1:0      |
| 17. svibnja 2025.      |          |
| Vukovar 1991 – Dubrava | 2:1      |
| Rudeš – Orijent        | 0:0      |
| BSK – Cibalia          | 2:3      |
| 18. svibnja 2025.      |          |
| Croatia Z. – Dugopolje | 4:1      |
| otkazana utakmica      |          |
| Jarun – Zrinski O.     | 3:0      |

| 32. kolo                   | 32. kolo |
| -------------------------- | -------- |
| 23. svibnja 2025.          |          |
| Sesvete – Vukovar 1991     | 0:3      |
| 24. svibnja 2025.          |          |
| Cibalia – Jarun            | 1:1      |
| Opatija – Croatia Zmijavci | 2:1      |
| Dubrava – Rudeš            | 0:0      |
| Orijent – BSK Bijelo Brdo  | 2:1      |
| otkazana utakmica          |          |
| Zrinski O. – Dugopolje     | 0:3      |

| 33. kolo                | 33. kolo |
| ----------------------- | -------- |
| 30. svibnja 2025.       |          |
| BSK – Dubrava           | 2:1      |
| 31. svibnja 2025.       |          |
| Jarun – Orijent         | 1:4      |
| Dugopolje – Cibalia     | 1:1      |
| 1. lipnja 2025.         |          |
| Rudeš – Sesvete         | 1:3      |
| Vukovar 1991 – Opatija  | 1:0      |
| otkazana utakmica       |          |
| Croatia Z. – Zrinski O. | 3:0      |

## Lista najboljih strijelaca lige u sezoni
posljednje ažuriranje: kraj prvenstva
| Broj golova | Igrač |
| ----------- | --- |
| 15          | Ajdin Mujagić (BSK Bijelo Brdo / Cibalia) |
| 13          | Dominik Mulac (Opatija) |
| 12          | Alef Firmino Dos Anjos (Dubrava Tim Kabel) |
| 9           | Josip Pejić (Cibalia) |
| 8           | Vanja Pelko (Vukovar 1991), Goodness Ohiremen Ajayi (Opatija), Andrija Bubnjar (Orijent) |
| 7           | Dimitar Trajkov (Dugopolje), Toni Lun Bončina (Vukovar 1991), Lovro Banovec (Sesvete) |
| 6           | Torles Tim Knoll (Vukovar 1991), Ivor Weitzer (Opatija), David Žabec (Opatija), Ante Vukušić (Croatia Zmijavci / Zrinski Osječko) |
| 5           | Ivor Ljubanović (Sesvete), Niko Gajzler (Orijent), Jere Vrcić (Croatia Zmijavci), Karlo Abramović (Jarun), Leoni Schmidt Pereira Gastaldelo (Cibalia), Mateo Andačić (Vukovar 1991), Dario Serra Alvarez (Vukovar 1991), Jakov Pranjić (Jarun), Duje Ljubić (Dugopolje), Ante Matić (Sesvete), Jurica Bajić (Cibalia), Emanuel Črnko (Sesvete), Dražen Bagarić (Dugopolje), Mario Tadejević (Orijent), Dragan Juranović (Dubrava Tim Kabel), Noel Bodetić (Orijent)             |
| 4           | Noel Đurković (Vukovar 1991), Đorđe Jovanović (Rudeš), Keyendrah Qwamalik Tegan Simmonds (Vukovar 1991), Antonio Pejanović (Opatija), Dominik Pavlek (Dubrava Tim Kabel), Domagoj Čulina (Croatia Zmijavci), Lazar Vujanić (BSK Bijelo Brdo), Roko Brajković (Rudeš / Dubrava Tim Kabel), Ilan Pejić (BSK Bijelo Brdo), Antonio Galešić (Orijent), Baltazar Anton Bogolin (Opatija), Robin De Jesus Gonzalez Ruiz (Vukovar 1991), Alexandre Serge Rene Klopp (Croatia Zmijavci) |
| ...         | |